# Rosyjski Komitet Olimpijski na Zimowych Igrzyskach Olimpijskich 2022
Rosyjski Komitet Olimpijski na Zimowych Igrzyskach Olimpijskich 2022 reprezentowało 209 zawodników: 107 mężczyzn i 102 kobiety.

## Statystyki według dyscyplin
| Lp.     | Dyscyplina            | Mężczyźni | Kobiety | Łącznie |
| ------- | --------------------- | --------- | ------- | ------- |
| 1.      | Biathlon              | 5         | 5       | 10      |
| 2.      | Biegi narciarskie     | 8         | 8       | 16      |
| 3.      | Bobsleje              | 8         | 4       | 12      |
| 4.      | Curling               | 5         | 5       | 10      |
| 5.      | Hokej na lodzie       | 25        | 23      | 48      |
| 6.      | Kombinacja norweska   | 3         |         | 3       |
| 7.      | Łyżwiarstwo figurowe  | 9         | 9       | 18      |
| 8.      | Łyżwiarstwo szybkie   | 8         | 7       | 15      |
| 9.      | Narciarstwo alpejskie | 3         | 4       | 7       |
| 10.     | Narciarstwo dowolne   | 8         | 14      | 22      |
| 11.     | Saneczkarstwo         | 7         | 3       | 10      |
| 12.     | Short track           | 5         | 4       | 9       |
| 13.     | Skeleton              | 3         | 3       | 6       |
| 14.     | Skoki narciarskie     | 4         | 4       | 8       |
| 15.     | Snowboarding          | 6         | 9       | 15      |
| Łącznie | Łącznie               | 107       | 102     | 209     |

## Zdobyte medale
| Medal  | Zawodnik | Dyscyplina           | Konkurencja                 | Data      |
| ------ | --- | -------------------- | --------------------------- | --------- |
| Złoto  | Aleksandr Bolszunow | Biegi narciarskie    | bieg łączony mężczyzn       | 6 lutego  |
| Złoto  | Mark Kondratiuk, Kamiła Walijewa, Anastasija Miszyna, Aleksandr Gallamow, Wiktorija Sinicyna, Nikita Kacałapow | Łyżwiarstwo figurowe | drużynowo                   | 7 lutego  |
| Złoto  | Julija Stupak, Natalja Niepriajewa, Tatjana Sorina, Wieronika Stiepanowa | Biegi narciarskie    | sztafeta kobiet             | 12 lutego |
| Złoto  | Aleksiej Czerwotkin, Aleksandr Bolszunow, Dienis Spicow, Siergiej Ustiugow | Biegi narciarskie    | sztafeta kobiet             | 13 lutego |
| Złoto  | Anna Szczerbakowa | Łyżwiarstwo figurowe | solistki                    | 17 lutego |
| Złoto  | Aleksandr Bolszunow | Biegi narciarskie    | bieg masowy mężczyzn        | 19 lutego |
| Srebro | Natalja Niepriajewa | Biegi narciarskie    | bieg łączony kobiet         | 5 lutego  |
| Srebro | Dienis Spicow | Biegi narciarskie    | bieg łączony mężczyzn       | 6 lutego  |
| Srebro | Irma Machinia, Danił Sadriejew, Irina Awwakumowa, Jewgienij Klimow | Skoki narciarskie    | konkurs drużyn mieszanych   | 7 lutego  |
| Srebro | Aleksandr Bolszunow | Biegi narciarskie    | bieg indywidualny mężczyzn  | 11 lutego |
| Srebro | Konstantin Iwlijew | Short track          | bieg na 500 m mężczyzn      | 13 lutego |
| Srebro | Wiktorija Sinicyna, Nikita Kacałapow | Łyżwiarstwo figurowe | pary taneczne               | 14 lutego |
| Srebro | Daniił Ałdoszkin, Siergiej Trofimow, Rusłan Zacharow | Łyżwiarstwo szybkie  | bieg drużynowy mężczyzn     | 15 lutego |
| Srebro | Irina Kazakiewicz, Kristina Riezcowa, Swietłana Mironowa, Uljana Nigmatullina | Biathlon             | sztafeta kobiet             | 16 lutego |
| Srebro | Aleksandra Trusowa | Łyżwiarstwo figurowe | solistki                    | 17 lutego |
| Srebro | Iwan Jakimuszkin | Biegi narciarskie    | bieg masowy mężczyzn        | 19 lutego |
| Srebro | Jewgienija Tarasowa, Władimir Morozow | Łyżwiarstwo figurowe | pary sportowe               | 19 lutego |
| Srebro | Timur Bilałow, Iwan Fiedotow, Aleksandr Samonow, Jegor Jakowlew, Aleksandr Jelesin, Artiom Minulin, Nikita Niestierow, Aleksandr Nikiszyn, Damir Szaripzianow Siergiej Tielegin, Wiaczesław Wojnow, Siergiej Andronow, Andriej Czibisow, Stanisław Galijew, Arsienij Griciuk, Michaił Grigorienko, Nikita Gusiew Pawieł Karnauchow, Artur Kajumow, Siergiej Płotnikow, Kiriłł Siemionow, Wadim Szypaczow, Anton Slepyszew, Władimir Tkaczow, Dmitrij Woronkow | Hokej na lodzie      | turniej mężczyzn            | 20 lutego |
| Brąz   | Uljana Nigmatullina, Kristina Riezcowa, Aleksandr Łoginow, Eduard Łatypow | Biathlon             | sztafeta mieszana           | 5 lutego  |
| Brąz   | Anastasija Smirnowa | Narciarstwo dowolne  | jazda po muldach kobiet     | 6 lutego  |
| Brąz   | Aleksandr Tierientjew | Biegi narciarskie    | sprint mężczyzn             | 8 lutego  |
| Brąz   | Tatjana Iwanowa | Saneczkarstwo        | jedynki kobiet              | 8 lutego  |
| Brąz   | Vic Wild | Snowboarding         | slalom równoległy mężczyzn  | 8 lutego  |
| Brąz   | Siemion Jelistratow | Short track          | bieg na 1500 m mężczyzn     | 9 lutego  |
| Brąz   | Eduard Łatypow | Biathlon             | bieg pościogowy mężczyzn    | 13 lutego |
| Brąz   | Angielina Golikowa | Łyżwiarstwo szybkie  | bieg na 500 m kobiet        | 13 lutego |
| Brąz   | Said Karimułła Chalili, Aleksandr Łoginow, Maksim Cwietkow, Eduard Łatypow | Biathlon             | sztafeta mężczyzn           | 15 lutego |
| Brąz   | Julija Stupak, Natalja Niepriajewa | Biegi narciarskie    | sprint drużynowy kobiet     | 16 lutego |
| Brąz   | Aleksandr Bolszunow, Aleksandr Tierientjew | Biegi narciarskie    | sprint drużynowy kobiet     | 16 lutego |
| Brąz   | Ilja Burow | Narciarstwo dowolne  | skoki akrobatyczne mężczyzn | 16 lutego |
| Brąz   | Siergiej Ridzik | Narciarstwo dowolne  | skicross mężczyzn           | 18 lutego |
| Brąz   | Anastasija Miszyna, Aleksandr Gallamow | Łyżwiarstwo figurowe | pary sportowe               | 19 lutego |

## Skład kadry

### Biathlon
| Zawodnik                                                                   | Konkurencja                  | Czas      | Kary         | Pozycja | Źródło |
| -------------------------------------------------------------------------- | ---------------------------- | --------- | ------------ | ------- | ------ |
| Maksim Cwietkow                                                            | Sprint mężczyzn              | 24:41,0   | 0            | 4.      | [ 1 ]  |
| Eduard Łatypow                                                             | Sprint mężczyzn              | 25:14,8   | 3 (2+1)      | 11.     | [ 1 ]  |
| Daniił Sierochwostow                                                       | Sprint mężczyzn              | 25:38,0   | 2 (0+2)      | 19.     | [ 1 ]  |
| Aleksandr Łoginow                                                          | Sprint mężczyzn              | 26:15,5   | 4 (2+2)      | 38.     | [ 1 ]  |
| Maksim Cwietkow                                                            | Bieg pościgowy mężczyzn      | 42:56,2   | 6 (2+3+0+1)  | 17.     | [ 2 ]  |
| Eduard Łatypow                                                             | Bieg pościgowy mężczyzn      | 39:42,8   | 1 (0+0+0+1)  | brąz    | [ 2 ]  |
| Aleksandr Łoginow                                                          | Bieg pościgowy mężczyzn      | 43:44,1   | 5 (0+1+3+1)  | 27.     | [ 2 ]  |
| Daniił Sierochwostow                                                       | Bieg pościgowy mężczyzn      | 44:34,8   | 8 (4+2+1+1)  | 39.     | [ 2 ]  |
| Maksim Cwietkow                                                            | Bieg indywidualny            | 49:22,3   | 1 (0+0+0+1)  | 4.      | [ 3 ]  |
| Aleksandr Łoginow                                                          | Bieg indywidualny            | 50:27,6   | 3 (0+1+0+2)  | 10.     | [ 3 ]  |
| Eduard Łatypow                                                             | Bieg indywidualny            | 51:13,1   | 3 (0+1+1+1)  | 11.     | [ 3 ]  |
| Said Karimułła Chalili                                                     | Bieg indywidualny            | 53:26,5   | 4 (2+1+0+1)  | 34.     | [ 3 ]  |
| Aleksandr Łoginow                                                          | bieg ze startu wspólnego (m) | 41:06,2   | 7 (2+0+2+3)  | 15.     | [ 4 ]  |
| Eduard Łatypow                                                             | bieg ze startu wspólnego (m) | 41:35,4   | 7 (1+2+1+2)  | 19.     | [ 4 ]  |
| Maksim Cwietkow                                                            | bieg ze startu wspólnego (m) | 41:37,7   | 6 (1+1+2+2)  | 20.     | [ 4 ]  |
| Said Karimułła Chalili Aleksandr Łoginow Maksim Cwietkow Eduard Łatypow    | Sztafeta 4 × 7,5 km (m)      | 1:20:35,5 | 2            | brąz    | [ 5 ]  |
| Kristina Riezcowa                                                          | Sprint kobiet                | 21:49,3   | 2 (1+1)      | 6.      | [ 6 ]  |
| Uljana Nigmatullina                                                        | Sprint kobiet                | 22:11,8   | 2 (2+0)      | 13.     | [ 6 ]  |
| Irina Kazakiewicz                                                          | Sprint kobiet                | 22:23,7   | 1 (0+1)      | 20.     | [ 6 ]  |
| Swietłana Mironowa                                                         | Sprint kobiet                | 23:17,6   | 3 (0+3)      | 47.     | [ 6 ]  |
| Uljana Nigmatullina                                                        | bieg pościgowy kobiet        | 37:33,2   | 3 (0+2+1+0)  | 11.     | [ 7 ]  |
| Irina Kazakiewicz                                                          | bieg pościgowy kobiet        | 38:25,8   | 3 (0+0+2+1)  | 23.     | [ 7 ]  |
| Kristina Riezcowa                                                          | bieg pościgowy kobiet        | 38:41,6   | 7 (2+2+1+2)  | 26.     | [ 7 ]  |
| Swietłana Mironowa                                                         | bieg pościgowy kobiet        | 40:25,4   | 6 (0+0+1+5)  | 41.     | [ 7 ]  |
| Kristina Riezcowa                                                          | Bieg indywidualny            | 45:25,8   | 2 (0+0+2+0)  | 9.      | [ 8 ]  |
| Swietłana Mironowa                                                         | Bieg indywidualny            | 47:59,3   | 3 (0+1+1+1)  | 23.     | [ 8 ]  |
| Jewgienija Pawłowa                                                         | Bieg indywidualny            | 53:20,3   | 6 (1+0+2+3)  | 77.     | [ 8 ]  |
| Uljana Nigmatullina                                                        | Bieg indywidualny            | 53:42,1   | 10 (1+2+3+4) | 78.     | [ 8 ]  |
| Kristina Riezcowa                                                          | bieg masowy kobiet           | 41:29,0   | 6 (2+1+1+2)  | 5.      | [ 9 ]  |
| Uljana Nigmatullina                                                        | bieg masowy kobiet           | 43:14,3   | 6 (2+1+3+0)  | 17.     | [ 9 ]  |
| Irina Kazakiewicz                                                          | bieg masowy kobiet           | 43:43,6   | 7 (1+3+2+1)  | 20.     | [ 9 ]  |
| Irina Kazakiewicz Kristina Riezcowa Swietłana Mironowa Uljana Nigmatullina | Sztafeta 4 × 6 km            | 1:11:15,9 | 1            | srebro  | [ 10 ] |
| Uljana Nigmatullina Kristina Riezcowa Aleksandr Łoginowr Eduard Łatypow    | sztafeta mieszana            | 1:06:47,1 | 2            | brąz    | [ 11 ] |

### Biegi narciarskie
Mężczyźni
| Zawodnik                                                                | Konkurencja        | Eliminacje | Eliminacje | Ćwierćfinał | Ćwierćfinał | Półfinał | Półfinał | Finał     | Finał   | Źródło        |
| Zawodnik                                                                | Konkurencja        | czas       | Pozycja    | czas        | Pozycja     | czas     | Pozycja  | czas      | Pozycja | Źródło        |
| ----------------------------------------------------------------------- | ------------------ | ---------- | ---------- | ----------- | ----------- | -------- | -------- | --------- | ------- | ------------- |
| Aleksandr Bolszunow                                                     | Bieg na 15 km      | N/A        | N/A        | N/A         | N/A         | N/A      | N/A      | 38:18,0   | srebro  | [ 12 ]        |
| Aleksiej Czerwotkin                                                     | Bieg na 15 km      | N/A        | N/A        | N/A         | N/A         | N/A      | N/A      | 38:51,7   | 5.      | [ 12 ]        |
| Ilja Siemikow                                                           | Bieg na 15 km      | N/A        | N/A        | N/A         | N/A         | N/A      | N/A      | 39:34,7   | 9.      | [ 12 ]        |
| Iwan Jakimuszkin                                                        | Bieg na 15 km      | N/A        | N/A        | N/A         | N/A         | N/A      | N/A      | 39:52,6   | 13.     | [ 12 ]        |
| Aleksandr Bolszunow                                                     | Bieg na 30 km      | N/A        | N/A        | N/A         | N/A         | N/A      | N/A      | 1:16:09,8 | złoto   | [ 13 ]        |
| Dienis Spicow                                                           | Bieg na 30 km      | N/A        | N/A        | N/A         | N/A         | N/A      | N/A      | 1:17:20,8 | srebro  | [ 13 ]        |
| Artiom Malcew                                                           | Bieg na 30 km      | N/A        | N/A        | N/A         | N/A         | N/A      | N/A      | 1:20:04,6 | 9.      | [ 13 ]        |
| Aleksiej Czerwotkin                                                     | Bieg na 30 km      | N/A        | N/A        | N/A         | N/A         | N/A      | N/A      | 1:24:59,5 | 36.     | [ 13 ]        |
| Aleksandr Bolszunow                                                     | Bieg na 50 km      | N/A        | N/A        | N/A         | N/A         | N/A      | N/A      | 1:11:32,7 | złoto   | [ 14 ]        |
| Iwan Jakimuszkin                                                        | Bieg na 50 km      | N/A        | N/A        | N/A         | N/A         | N/A      | N/A      | 1:11:38,2 | srebro  | [ 14 ]        |
| Artiom Malcew                                                           | Bieg na 50 km      | N/A        | N/A        | N/A         | N/A         | N/A      | N/A      | 1:11:43,4 | 4.      | [ 14 ]        |
| Dienis Spicow                                                           | Bieg na 50 km      | N/A        | N/A        | N/A         | N/A         | N/A      | N/A      | 1:11:58,9 | 6.      | [ 14 ]        |
| Siergiej Ustiugow                                                       | Sprint             | 2:46,51    | 2.         | 2:51,94     | 2.          | 2:52,35  | 4.       | NQ        | 8.      | [ 15 ] [ 16 ] |
| Artiom Malcew                                                           | Sprint             | 2:50,90    | 10.        | 2:50,37     | 2.          | 2:51,50  | 4.       | 3:01,65   | 5.      | [ 15 ] [ 16 ] |
| Aleksandr Tierientjew                                                   | Sprint             | 2:50,92    | 12.        | 2:57,93     | 2.          | 2:50,67  | 1.       | 2:59,37   | brąz    | [ 15 ] [ 16 ] |
| Aleksandr Bolszunow                                                     | Sprint             | DNS        | DNS        | DNS         | DNS         | DNS      | DNS      | DNS       | DNS     | [ 15 ] [ 16 ] |
| Aleksandr Bolszunow Aleksandr Tierientjew                               | Sprint drużynowy   | N/A        | N/A        | N/A         | N/A         | 20:07,85 | 5.       | 19:27,28  | brąz    | [ 17 ] [ 18 ] |
| Aleksiej Czerwotkin Aleksandr Bolszunow Dienis Spicow Siergiej Ustiugow | Sztafeta 4 × 10 km | N/A        | N/A        | N/A         | N/A         | N/A      | N/A      | 1:54:50,7 | złoto   | [ 19 ]        |

Kobiety
| Zawodnik                                                              | Konkurencja       | Eliminacje | Eliminacje | Ćwierćfinał | Ćwierćfinał | Półfinał | Półfinał | Finał     | Finał   | Źródło        |
| Zawodnik                                                              | Konkurencja       | czas       | Pozycja    | czas        | Pozycja     | czas     | Pozycja  | czas      | Pozycja | Źródło        |
| --------------------------------------------------------------------- | ----------------- | ---------- | ---------- | ----------- | ----------- | -------- | -------- | --------- | ------- | ------------- |
| Natalja Niepriajewa                                                   | Bieg na 10 km     | N/A        | N/A        | N/A         | N/A         | N/A      | N/A      | 28:37,9   | 4.      | [ 20 ]        |
| Julija Stupak                                                         | Bieg na 10 km     | N/A        | N/A        | N/A         | N/A         | N/A      | N/A      | 29:03,8   | 7.      | [ 20 ]        |
| Tatjana Sorina                                                        | Bieg na 10 km     | N/A        | N/A        | N/A         | N/A         | N/A      | N/A      | 29:17,4   | 10.     | [ 20 ]        |
| Lilija Wasiljewa                                                      | Bieg na 10 km     | N/A        | N/A        | N/A         | N/A         | N/A      | N/A      | 29:32,4   | 15.     | [ 20 ]        |
| Natalja Niepriajewa                                                   | Bieg na 15 km     | N/A        | N/A        | N/A         | N/A         | N/A      | N/A      | 44:43,9   | srebro  | [ 21 ]        |
| Anastasija Rygalina                                                   | Bieg na 15 km     | N/A        | N/A        | N/A         | N/A         | N/A      | N/A      | 45:30,9   | 8.      | [ 21 ]        |
| Tatjana Sorina                                                        | Bieg na 15 km     | N/A        | N/A        | N/A         | N/A         | N/A      | N/A      | 46:31,3   | 11.     | [ 21 ]        |
| Julija Stupak                                                         | Bieg na 15 km     | N/A        | N/A        | N/A         | N/A         | N/A      | N/A      | 48:27,5   | 24.     | [ 21 ]        |
| Tatjana Sorina                                                        | Bieg na 30 km     | N/A        | N/A        | N/A         | N/A         | N/A      | N/A      | 1:27:31,2 | 5.      | [ 22 ]        |
| Marija Istomina                                                       | Bieg na 30 km     | N/A        | N/A        | N/A         | N/A         | N/A      | N/A      | 1:28:00,1 | 9.      | [ 22 ]        |
| Anastasija Rygalina                                                   | Bieg na 30 km     | N/A        | N/A        | N/A         | N/A         | N/A      | N/A      | 1:31:22,1 | 17.     | [ 22 ]        |
| Natalja Niepriajewa                                                   | Bieg na 30 km     | N/A        | N/A        | N/A         | N/A         | N/A      | N/A      | DNF       | DNF     | [ 22 ]        |
| Julija Stupak                                                         | Sprint            | 3:17,01    | 4.         | 3:18,65     | 4.          | NQ       | NQ       | NQ        | 16.     | [ 23 ] [ 24 ] |
| Wieronika Stiepanowa                                                  | Sprint            | 3:20,41    | 12.        | 3:18,09     | 1.          | 3:16,22  | 3.       | NQ        | 7.      | [ 23 ] [ 24 ] |
| Natalja Niepriajewa                                                   | Sprint            | 3:21,76    | 20.        | 3:21,34     | 3.          | NQ       | NQ       | NQ        | 14.     | [ 23 ] [ 24 ] |
| Christina Macokina                                                    | Sprint            | 3:29,64    | 45.        | NQ          | NQ          | NQ       | NQ       | NQ        | 45.     | [ 23 ] [ 24 ] |
| Julija Stupak Natalja Niepriajewa                                     | Sprint drużynowy  | N/A        | N/A        | N/A         | N/A         | 23:00,47 | 1.       | 22:10,56  | brąz    | [ 25 ] [ 26 ] |
| Julija Stupak Natalja Niepriajewa Tatjana Sorina Wieronika Stiepanowa | Sztafeta 4 × 5 km | N/A        | N/A        | N/A         | N/A         | N/A      | N/A      | 53:41,0   | złoto   | [ 27 ]        |

### Bobsleje
| Zawodnicy                                                                | Konkurencja     | Ślizg 1 | Ślizg 1 | Ślizg 2 | Ślizg 2 | Ślizg 3 | Ślizg 3 | Ślizg 4 | Ślizg 4 | Łącznie | Pozycja | Źródło |
| Zawodnicy                                                                | Konkurencja     | Czas    | Miejsce | Czas    | Miejsce | Czas    | Miejsce | Czas    | Miejsce | Łącznie | Pozycja | Źródło |
| ------------------------------------------------------------------------ | --------------- | ------- | ------- | ------- | ------- | ------- | ------- | ------- | ------- | ------- | ------- | ------ |
| Rotisław Gajtiukiewicz Aleksiej Łaptiew                                  | Dwójki mężczyzn | 59,41   | 3.      | 59,91   | 5.      | 59,80   | 9.      | 1:00,19 | 14.     | 3:59,31 | 8.      | [ 28 ] |
| Maksim Andrianow Władisław Żarowcew                                      | Dwójki mężczyzn | 1:00,24 | 22.     | 1:00,75 | 26.     | 1:00,55 | 26.     | NQ      | NQ      | 3:01,54 | 25.     | [ 28 ] |
| Rostisław Gajtiukiewicz Michaił Mordasow Pawieł Trawkin Aleksiej Łaptiew | Czwórki         | 58,54   | 4.      | 59,24   | 8.      | 58,81   | 7.      | 59,56   | 14.     | 3:56,15 | 7.      | [ 29 ] |
| Maksim Andrianow Aleksiej Zajcew Władisław Żarowcew Dmitrij Łopin        | Czwórki         | 58,82   | 9.      | 59,30   | 9.      | 59,03   | 9.      | 59,40   | 8.      | 3:56,55 | 8.      | [ 29 ] |
| Nadieżda Siergiejewa Julija Biełomiestnych                               | Dwójki kobiet   | 1:02,04 | 16.     | 1:01,90 | 8.      | 1:02,34 | 18.     | 1:01,83 | 7.      | 4:08,11 | 9.      | [ 30 ] |
| Anastasija Makarowa Jelena Mamiedowa                                     | Dwójki kobiet   | 1:01,83 | 10.     | 1:02,29 | 16.     | 1:02,48 | 20.     | 1:02,49 | 19.     | 4:09,09 | 19.     | [ 30 ] |
| Nadieżda Siergiejewa                                                     | monobob kobiet  | 1:05,45 | 9.      | 1:06,00 | 13.     | 1:05,83 | 10.     | 1:06,31 | 11.     | 4:23,59 | 10.     | [ 31 ] |

### Curling
| Drużyna                                                                           | Konkurencja      | Faza grupowa            | Faza grupowa     | Faza grupowa           | Faza grupowa     | Faza grupowa     | Faza grupowa     | Faza grupowa     | Faza grupowa     | Faza grupowa          | Faza grupowa | Półfinały        | Finał/3. miejsce | Pozycja | Źródło |
| Drużyna                                                                           | Konkurencja      | Przeciwnik Wynik        | Przeciwnik Wynik | Przeciwnik Wynik       | Przeciwnik Wynik | Przeciwnik Wynik | Przeciwnik Wynik | Przeciwnik Wynik | Przeciwnik Wynik | Przeciwnik Wynik      | Pozycja      | Przeciwnik Wynik | Przeciwnik Wynik | Pozycja | Źródło |
| --------------------------------------------------------------------------------- | ---------------- | ----------------------- | ---------------- | ---------------------- | ---------------- | ---------------- | ---------------- | ---------------- | ---------------- | --------------------- | ------------ | ---------------- | ---------------- | ------- | ------ |
| Alina Kowalowa Julija Portunowa Galina Arsenkina Ekaterina Kuźmina Maria Komarowa | Turniej kobiet   | Stany Zjednoczone · 3:9 | Szwajcaria · 7:8 | Korea Południowa · 5:9 | Japonia · 5:10   | Kanada · 5:11    | Dania · 5:10     | Chiny · 11:5     | Szwecja · 5:8    | Wielka Brytania · 4:9 | 10.          | NQ               | NQ               | 10.     | [ 32 ] |
| Siergiej Głuchow Dmitrij Mironow Jewgienij Klimow Anton Kałałb Daniił Goriaczew   | turniej mężczyzn | Stany Zjednoczone · 5:6 | Chiny · 7:4      | Szwajcaria · 3:6       | Dania · 10:2     | Włochy · 10:7    | Szwecja · 5:7    | Norwegia · 5:12  | Kanada · 7:6     | Wielka Brytania · 6:8 | 8.           | NQ               | NQ               | 8.      | [ 33 ] |

### Hokej na lodzie
Turniej mężczyzn
Reprezentacja mężczyzn
| - Timur Bilałow - Iwan Fiedotow - Aleksandr Samonow - Jegor Jakowlew - Aleksandr Jelesin - Artiom Minulin - Nikita Niestierow - Aleksandr Nikiszyn - Damir Szaripzianow - Siergiej Tielegin - Wiaczesław Wojnow - Siergiej Andronow - Andriej Czibisow |  | - Stanisław Galijew - Arsienij Griciuk - Michaił Grigorienko - Nikita Gusiew - Pawieł Karnauchow - Artur Kajumow - Siergiej Płotnikow - Kiriłł Siemionow - Wadim Szypaczow - Anton Slepyszew - Władimir Tkaczow - Dmitrij Woronkow |

| Drużyna                     | Konkurencja | Faza grupowa     | Faza grupowa     | Faza grupowa     | Faza grupowa | Runda kwalifikacyjna | Ćwierćfinały     | Półfinały        | Finał            | Pozycja | Źródło        |
| Drużyna                     | Konkurencja | Przeciwnik Wynik | Przeciwnik Wynik | Przeciwnik Wynik | Pozycja      | Przeciwnik Wynik     | Przeciwnik Wynik | Przeciwnik Wynik | Przeciwnik Wynik | Pozycja | Źródło        |
| --------------------------- | ----------- | ---------------- | ---------------- | ---------------- | ------------ | -------------------- | ---------------- | ---------------- | ---------------- | ------- | ------------- |
| Rosyjski Komitet Olimpijski | mężczyźni   | Szwajcaria 1:0   | Dania 2:1        | Dania 5:6(OT)    | 1.           | N/A                  | Dania 3:1        | Szwecja 2:1 (pk) | Finlandia 1:2    | srebro  | [ 34 ] [ 35 ] |

Turniej kobiet
Reprezentacja kobiet
| - Diana Farchutdinowa - Daria Gredzen - Maria Sorokina - Angielina Gonczarienko - Jekatrina Nikołajewa - Maria Pechnikowa - Nina Pirogowa - Jelena Proworowa - Anna Sawonina - Anna Szibanowa - Ludmiła Bieliakowa - Polina Bołgariewa |  | - Oksana Bratiszewa - Jelena Dergaczowa - Jekatierina Dobrodejewa - Fanuza Kadirowa - Weronika Korżakowa - Wiktoria Kuliszowa - Ilona Markowa - Waleria Pawłowa - Anna Szochina - Olga Sosina - Aleksandra Wafina |

| Drużyna                     | Konkurencja | Faza grupowa     | Faza grupowa          | Faza grupowa     | Faza grupowa     | Faza grupowa | Ćwierćfinały     | Półfinały        | Finał            | Pozycja | Źródło        |
| Drużyna                     | Konkurencja | Przeciwnik Wynik | Przeciwnik Wynik      | Przeciwnik Wynik | Przeciwnik Wynik | Pozycja      | Przeciwnik Wynik | Przeciwnik Wynik | Przeciwnik Wynik | Pozycja | Źródło        |
| --------------------------- | ----------- | ---------------- | --------------------- | ---------------- | ---------------- | ------------ | ---------------- | ---------------- | ---------------- | ------- | ------------- |
| Rosyjski Komitet Olimpijski | kobiety     | Szwajcaria 5:2   | Stany Zjednoczone 0:5 | Kanada 1:6       | Finlandia 0:5    | 3.           | Szwajcaria 2:4   | NQ               | NQ               | 5.      | [ 36 ] [ 37 ] |

### Kombinacja norweska
| Zawodnik          | Konkurencja             | Skoki narciarskie | Skoki narciarskie | Skoki narciarskie | Skoki narciarskie | Bieg narciarski | Bieg narciarski | Bieg narciarski | Strata   | Pozycja | Źródło        |
| Zawodnik          | Konkurencja             | Odległość         | Nota              | Pozycja           | Strata czasowa    | Czas biegu      | Pozycja         | Czas łączny     | Strata   | Pozycja | Źródło        |
| ----------------- | ----------------------- | ----------------- | ----------------- | ----------------- | ----------------- | --------------- | --------------- | --------------- | -------- | ------- | ------------- |
| Artiom Gałunin    | skocznia normalna/10 km | 77,0              | 66,8              | 39.               | + 4:25            | 27:13,8         | 36.             | 31:38,8         | + 6:31,1 | 39.     | [ 38 ] [ 39 ] |
| Wiaczesław Barkow | skocznia normalna/10 km | 78,0              | 61,6              | 41.               | + 4:46            | 26:08,2         | 28.             | 30:54,5         | + 5:26,8 | 38.     | [ 38 ] [ 39 ] |
| Samir Mastijew    | skocznia normalna/10 km | 72,0              | 47,8              | 44.               | + 5:41            | 26:18,0         | 29.             | 31:59,0         | + 6:31,1 | 40.     | [ 38 ] [ 39 ] |
| Artiom Gałunin    | skocznia duża/10 km     | 108,5             | 58,0              | 42.               | + 5:27            | 27:55,2         | 37.             | 33:22,2         | + 6:08,9 | 42.     | [ 40 ]        |
| Wiaczesław Barkow | skocznia duża/10 km     | 103,0             | 53,3              | 44.               | + 5:46            | 27:10,9         | 24.             | 32:56,9         | + 5:43,6 | 41.     | [ 40 ]        |
| Samir Mastiew     | skocznia duża/10 km     | 86,5              | 20,4              | 48.               | + 7:58            | 28:09,4         | 40.             | 36:07,4         | + 8:54,1 | 46.     | [ 40 ]        |

### Łyżwiarstwo figurowe
| Zawodnik                              | Konkurencja   | Program krótki | Program krótki | Program dowolny | Program dowolny | Łączna nota | Pozycja | Źródło |
| Zawodnik                              | Konkurencja   | Nota           | Pozycja        | Nota            | Pozycja         | Łączna nota | Pozycja | Źródło |
| ------------------------------------- | ------------- | -------------- | -------------- | --------------- | --------------- | ----------- | ------- | ------ |
| Kamiła Walijewa                       | solistki      | 82,16          | 1.             | 141,93          | 5.              | 224,09      | DSQ     | [ 42 ] |
| Anna Szczerbakowa                     | solistki      | 80,20          | 2.             | 175,75          | 2.              | 255,95      | złoto   | [ 42 ] |
| Aleksandra Trusowa                    | solistki      | 74,60          | 4.             | 177,13          | 1.              | 251,73      | srebro  | [ 42 ] |
| Jewgienij Siemienienko                | soliści       | 95,76          | 7.             | 178,37          | 9.              | 274,13      | 8.      | [ 43 ] |
| Mark Kondratiuk                       | soliści       | 86,11          | 15.            | 162,71          | 14.             | 248,82      | 15.     | [ 43 ] |
| Andriej Mozalow                       | soliści       | 77,05          | 23.            | 156,28          | 18.             | 233,33      | 19.     | [ 43 ] |
| Jewgienija Tarasowa Władimir Morozow  | pary sportowe | 84,25          | 2.             | 155,00          | 2.              | 239,25      | srebro  | [ 44 ] |
| Anastasija Miszyna Aleksandr Gallamow | pary sportowe | 82,76          | 3.             | 154,95          | 3.              | 237,71      | brąz    | [ 44 ] |
| Aleksandra Bojkowa Dmitrij Kozłowski  | pary sportowe | 78,59          | 4.             | 141,91          | 4.              | 220,50      | 4.      | [ 44 ] |
| Wiktorija Sinicyna Nikita Kacałapow   | Pary taneczne | 88,85          | 2.             | 131,66          | 2.              | 220,51      | srebro  | [ 45 ] |
| Aleksandra Stiepanowa Iwan Bukin      | Pary taneczne | 84,09          | 5.             | 120,98          | 8.              | 205,07      | 6.      | [ 45 ] |
| Diana Davis Gleb Smołkin              | Pary taneczne | 71,66          | 14.            | 108,16          | 14.             | 179,82      | 14.     | [ 45 ] |

Drużynowo
| Konkurencja      | Zawodnik | Soliści       | Soliści        | Solistki           | Solistki            | Pary sportowe | Pary sportowe   | Pary taneczne | Pary taneczne  | Wynik  | Wynik   | Źródło |
| Konkurencja      | Zawodnik | SP            | FS             | SP                 | FS                  | SP            | FS              | SD            | FD             | Punkty | Miejsce |        |
| ---------------- | --- | ------------- | -------------- | ------------------ | ------------------- | ------------- | --------------- | ------------- | -------------- | ------ | ------- | ------ |
| Zawody drużynowe | Mark Kondratiuk Kamiła Walijewa Anastasija Miszyna / Aleksandr Gallamow Wiktorija Sinicyna / Nikita Kacałapow | 95,81 (8 pkt) | 181,65 (9 pkt) | 90,18 (10 pkt) DSQ | 178,92 (10 pkt) DSQ | 82,64 (9 pkt) | 145,20 (10 pkt) | 85,05 (9 pkt) | 128,17 (9 pkt) | 54     | złoto   | [ 46 ] |

### Łyżwiarstwo szybkie
| Zawodnik              | Konkurencja       | Czas     | Miejsce | Źródło |
| --------------------- | ----------------- | -------- | ------- | ------ |
| Artiom Ariefjew       | 500 m mężczyzn    | 34,56    | 7.      | [ 47 ] |
| Wiktor Musztakow      | 500 m mężczyzn    | 34,60    | 9.      | [ 47 ] |
| Rusłan Muraszow       | 500 m mężczyzn    | 34,63    | 10.     | [ 47 ] |
| Wiktor Musztakow      | 1000 m mężczyzn   | 1:08,74  | 8.      | [ 48 ] |
| Pawieł Kuliżnikow     | 1000 m mężczyzn   | 1:08,87  | 11.     | [ 48 ] |
| Siergiej Trofimow     | 1500 m mężczyzn   | 1:45,32  | 8.      | [ 49 ] |
| Daniił Ałdoszkin      | 1500 m mężczyzn   | 1:46,33  | 14.     | [ 49 ] |
| Rusłan Zacharow       | 1500 m mężczyzn   | 1:46,46  | 15.     | [ 49 ] |
| Siergiej Trofimow     | 5000 m mężczyzn   | 6:10,27  | 4.      | [ 50 ] |
| Aleksandr Rumiancew   | 5000 m mężczyzn   | 6:15,02  | 6.      | [ 50 ] |
| Rusłan Zacharow       | 5000 m mężczyzn   | 6:21,00  | 14.     | [ 50 ] |
| Aleksandr Rumiancew   | 10 000 m mężczyzn | 12:51,33 | 5.      | [ 51 ] |
| Angielina Golikowa    | 500 m kobiet      | 37,21    | brąz    | [ 52 ] |
| Darja Kaczanowa       | 500 m kobiet      | 37,65    | 8.      | [ 52 ] |
| Olga Fatkulina        | 500 m kobiet      | 37,76    | 10.     | [ 52 ] |
| Angielina Golikowa    | 1000 m kobiet     | 1:14,71  | 4.      | [ 53 ] |
| Darja Kaczanowa       | 1000 m kobiet     | 1:15,649 | 9.      | [ 53 ] |
| Olga Fatkulina        | 1000 m kobiet     | 1:15,87  | 13.     | [ 53 ] |
| Jelizawieta Gołubiewa | 1500 m kobiet     | 1:55,30  | 7.      | [ 54 ] |
| Jewgienija Łalenkowa  | 1500 m kobiet     | 1:55,74  | 9.      | [ 54 ] |
| Jelena Sochriakowa    | 1500 m kobiet     | 1:59,58  | 22.     | [ 54 ] |
| Jewgienija Łalenkowa  | 3000 m kobiet     | 4:03,42  | 10.     | [ 55 ] |
| Natalja Woronina      | 3000 m kobiet     | 4:03,84  | 11.     | [ 55 ] |
| Natalja Woronina      | 5000 m kobiet     | 6:56,99  | 6.      | [ 56 ] |

| Zawodnik                                                    | Konkurencja             | Ćwierćfinał | Ćwierćfinał | Półfinał          | Półfinał    | Finał      | Finał   | Pozycja | Źródło               |
| Zawodnik                                                    | Konkurencja             | Przeciwnik  | Czas        | Przeciwnik        | Czas        | Przeciwnik | Czas    | Pozycja | Źródło               |
| ----------------------------------------------------------- | ----------------------- | ----------- | ----------- | ----------------- | ----------- | ---------- | ------- | ------- | -------------------- |
| Daniił Ałdoszkin Siergiej Trofimow Rusłan Zacharow          | bieg drużynowy mężczyzn | Chiny       | 3:38,67     | Stany Zjednoczone | 3:36,62     | Norwegia   | 3:40,46 | srebro  | [ 57 ] [ 58 ]        |
| Jelizawieta Gołubiewa Jewgienija Łalenkowa Natalja Woronina | bieg drużynowy kobiet   | Polska      | 2:57,66     | Japonia           | 3:05,92     | Holandia   | 2:58,66 | 4.      | [ 60 ] [ 61 ] [ 62 ] |
| Daniił Ałdoszkin                                            | bieg masowy mężczyzn    | N/A         | N/A         | –                 | 7:56,83     | –          | 7:47,59 | 5.      | [ 63 ] [ 64 ] [ 65 ] |
| Rusłan Zacharow                                             | bieg masowy mężczyzn    | N/A         | N/A         | –                 | 2:49,52     | NQ         | NQ      | NQ      | [ 63 ] [ 64 ] [ 65 ] |
| Jelizawieta Gołubiewa                                       | bieg masowy kobiet      | N/A         | N/A         | –                 | 8:53,99 ADV | –          | 7:50,24 | 15.     | [ 66 ] [ 67 ] [ 68 ] |
| Jelena Sochriakowa                                          | bieg masowy kobiet      | N/A         | N/A         | –                 | 8:45,00     | NQ         | NQ      | NQ      | [ 66 ] [ 67 ] [ 68 ] |

### Narciarstwo alpejskie
| Zawodnik                | Konkurencja         | 1 przejazd | 1 przejazd | 2 przejazd | 2 przejazd | Łącznie | Łącznie | Źródło |
| Zawodnik                | Konkurencja         | Czas       | Pozycja    | Czas       | Pozycja    | Czas    | Pozycja | Źródło |
| ----------------------- | ------------------- | ---------- | ---------- | ---------- | ---------- | ------- | ------- | ------ |
| Aleksandr Andrijenko    | slalom gigant (m)   | DNF        | DNF        | DNF        | DNF        | DNF     | DNF     | [ 69 ] |
| Iwan Kuzniecow          | slalom gigant (m)   | DNF        | DNF        | DNF        | DNF        | DNF     | DNF     | [ 69 ] |
| Aleksandr Choroszyłow   | slalom (m)          | 54,63      | 10.        | 50,54      | 8.         | 1:45,17 | 10.     | [ 70 ] |
| Aleksandr Andrijenko    | slalom (m)          | 57,47      | 31.        | 53,70      | 26.        | 1:51,17 | 26.     | [ 70 ] |
| Iwan Kuzniecow          | slalom (m)          | DNF        | DNF        | DNF        | DNF        | DNF     | DNF     | [ 70 ] |
| Julija Pleszkowa        | zjazd (k)           | N/A        | N/A        | N/A        | N/A        | 1:34,48 | 20.     | [ 71 ] |
| Julija Pleszkowa        | supergigant (k)     | N/A        | N/A        | N/A        | N/A        | 1:15,26 | 18.     | [ 72 ] |
| Julija Pleszkowa        | slalom gigant (k)   | 1:02,01    | 33.        | 1:01,31    | 28.        | 2:03,32 | 27.     | [ 73 ] |
| Jekatierina Tkaczenko   | slalom gigant (k)   | 1:01,55    | 31.        | 1:00,86    | 25.        | 2:02,41 | 25.     | [ 73 ] |
| Polina Mielnikowa       | slalom gigant (k)   | 1:04,13    | 39.        | 1:03,07    | 31.        | 2:07,20 | 32.     | [ 73 ] |
| Jekatierina Tkaczenko   | slalom (k)          | 55,97      | 34.        | 54,71      | 31.        | 1:50,68 | 31.     | [ 74 ] |
| Anastasija Gornostajewa | slalom (k)          | 56,39      | 39.        | 55,11      | 32.        | 1:51,50 | 33.     | [ 74 ] |
| Polina Mielnikowa       | slalom (k)          | 56,86      | 41.        | 55,88      | 35.        | 1:52,74 | 36.     | [ 74 ] |
| Julija Pleszkowa        | superbombinacja (k) | 1:33,54    | 14.        | 57,16      | 11.        | 2:30,70 | 10.     | [ 75 ] |

| Zawodnik                                                                                           | Konkurencja | 1/8 finału       | Ćwierćfinał      | Półfinał         | Finał            | Źródło |
| Zawodnik                                                                                           | Konkurencja | Przeciwnik Wynik | Przeciwnik Wynik | Przeciwnik Wynik | Przeciwnik Wynik | Źródło |
| -------------------------------------------------------------------------------------------------- | ----------- | ---------------- | ---------------- | ---------------- | ---------------- | ------ |
| Anastasija Gornostajewa Julija Pleszkowa Jekatierina Tkaczenko Aleksandr Andrijenko Iwan Kuzniecow | drużynowo   | Włochy · P (1:3) | NQ               | NQ               | NQ               | [ 76 ] |

### Narciarstwo dowolne
Skoki akrobatyczne
| Zawodnicy             | Konkurencja                 | Kwalifikacje | Kwalifikacje | Kwalifikacje | Kwalifikacje | Finał  | Finał   | Finał  | Finał   | Finał  | Finał   | Pozycja | Źródło        |
| Zawodnicy             | Konkurencja                 | Skok 1       | Skok 1       | Skok 2       | Skok 2       | Skok 1 | Skok 1  | Skok 2 | Skok 2  | Skok 3 | Skok 3  | Pozycja | Źródło        |
| Zawodnicy             | Konkurencja                 | Punkty       | Miejsce      | Punkty       | Miejsce      | Punkty | Miejsce | Punkty | Miejsce | Punkty | Miejsce | Pozycja | Źródło        |
| --------------------- | --------------------------- | ------------ | ------------ | ------------ | ------------ | ------ | ------- | ------ | ------- | ------ | ------- | ------- | ------------- |
| Stanisław Nikitin     | skoki akrobatyczne mężczyzn | 119,47       | 7.           | 86,88        | 14.          | 117,26 | 8.      | 119,00 | 5.      | NQ     | NQ      | 10.     | [ 77 ] [ 78 ] |
| Ilja Burow            | skoki akrobatyczne mężczyzn | 117,65       | 9.           | 120,36       | 3.           | 109,05 | 11.     | 129,50 | 1.      | 114,93 | 3.      | .       | [ 77 ] [ 78 ] |
| Maksim Burow          | skoki akrobatyczne mężczyzn | 95,02        | 21.          | 113,28       | 5.           | NQ     | NQ      | NQ     | NQ      | NQ     | NQ      | 16.     | [ 77 ] [ 78 ] |
| Jesienija Pantiuchowa | skoki akrobatyczne kobiet   | 82,84        | 10.          | 77,43        | 5.           | 78,75  | 6.      | 58,29  | 11.     | NQ     | NQ      | 9.      | [ 79 ] [ 80 ] |
| Anastasija Prytkowa   | skoki akrobatyczne kobiet   | 78,43        | 14.          | 77,43        | 10.          | NQ     | NQ      | NQ     | NQ      | NQ     | NQ      | 16.     | [ 79 ] [ 80 ] |
| Lubow Nikitina        | skoki akrobatyczne kobiet   | 63,80        | 23.          | 69,30        | 15.          | NQ     | NQ      | NQ     | NQ      | NQ     | NQ      | 21.     | [ 79 ] [ 80 ] |
| Lubow Nikitina        | skoki akrobatyczne mieszane | N/A          | N/A          | N/A          | N/A          | 79,66  | 5.      | NQ     | NQ      | N/A    | N/A     | 4       | [ 81 ] [ 82 ] |
| Ilja Burow            | skoki akrobatyczne mieszane | N/A          | N/A          | N/A          | N/A          | 97,28  | 5.      | N/A    | N/A     |        |         | 4       | [ 81 ] [ 82 ] |
| Stanisław Nikitin     | skoki akrobatyczne mieszane | N/A          | N/A          | N/A          | N/A          | 119,03 | 5.      | N/A    | N/A     |        |         | 4       | [ 81 ] [ 82 ] |

Jazda po muldach
| Zawodnicy              | Konkurencja               | Kwalifikacje | Kwalifikacje | Kwalifikacje | Kwalifikacje | Kwalifikacje | Kwalifikacje | Finał      | Finał      | Finał      | Finał      | Finał      | Finał      | Finał      | Finał      | Finał      | Źródło        |
| Zawodnicy              | Konkurencja               | Przejazd 1   | Przejazd 1   | Przejazd 1   | Przejazd 2   | Przejazd 2   | Przejazd 2   | Przejazd 1 | Przejazd 1 | Przejazd 1 | Przejazd 2 | Przejazd 2 | Przejazd 2 | Przejazd 3 | Przejazd 3 | Przejazd 3 | Źródło        |
| Zawodnicy              | Konkurencja               | Czas         | Punkty       | Miejsce      | Czas         | Punkty       | Miejsce      | Czas       | Punkty     | Miejsce    | Czas       | Punkty     | Miejsce    | Czas       | Punkty     | Miejsce    | Źródło        |
| ---------------------- | ------------------------- | ------------ | ------------ | ------------ | ------------ | ------------ | ------------ | ---------- | ---------- | ---------- | ---------- | ---------- | ---------- | ---------- | ---------- | ---------- | ------------- |
| Nikita Nowitckii       | jazda po muldach mężczyzn | 25,03        | 74,71        | 13.          | 25,57        | 75,65        | 6.           | 25,00      | 75,88      | 13.        | NQ         | NQ         | NQ         | NQ         | NQ         | NQ         | [ 83 ] [ 84 ] |
| Nikita Andriejew       | jazda po muldach mężczyzn | 24,15        | 67,39        | 27.          | 24,49        | 74,62        | 9.           | 24,18      | 76,95      | 9.         | DNF        | DNF        | 12.        | NQ         | NQ         | NQ         | [ 83 ] [ 84 ] |
| Anastasija Smirnowa    | jazda po muldach kobiet   | 28,84        | 73,01        | 8.           | N/A          | N/A          | N/A          | 28,10      | 73,76      | 10.        | 27,95      | 78,64      | 4.         | 27,59      | 77,72      | brąz       | [ 85 ] [ 86 ] |
| Polina Chudinowa       | jazda po muldach kobiet   | 29,94        | 66,77        | 17.          | 29,10        | 70,93        | 5.           | 29,03      | 70,36      | 17.        | NQ         | NQ         | NQ         | NQ         | NQ         | NQ         | [ 85 ] [ 86 ] |
| Anastasija Pierwuszyna | jazda po muldach kobiet   | 32,57        | 59,97        | 22.          | 32,03        | 63,97        | 24.          | NQ         | NQ         | NQ         | NQ         | NQ         | NQ         | NQ         | NQ         | NQ         | [ 85 ] [ 86 ] |
| Wiktorija Łazarienko   | jazda po muldach kobiet   | 32,57        | 29,65        | 25.          | 31,71        | 65,77        | 23.          | NQ         | NQ         | NQ         | NQ         | NQ         | NQ         | NQ         | NQ         | NQ         | [ 85 ] [ 86 ] |

Big Air
| Zawodnik            | Konkurencja | Kwalifikacje | Kwalifikacje | Kwalifikacje | Kwalifikacje | Kwalifikacje | Finał      | Finał      | Finał      | Finał  | Finał   | Źródło |
| Zawodnik            | Konkurencja | Przejazd 1   | Przejazd 2   | Przejazd 2   | wynik        | Miejsce      | Przejazd 1 | Przejazd 2 | Przejazd 3 | Wynik  | Pozycja | Źródło |
| ------------------- | ----------- | ------------ | ------------ | ------------ | ------------ | ------------ | ---------- | ---------- | ---------- | ------ | ------- | ------ |
| Anastasija Tatalina | kobiety     | 68,75        | 89,75        | 73,50        | 163,25       | 3.           | 75,50      | 22,25      | 47,00      | 122,50 | 10.     | [ 87 ] |
| Ksenia Orlowa       | kobiety     | 60,00        | 54,75        | 9,00         | 114,75       | 19.          | NQ         | NQ         | NQ         | NQ     | NQ      | [ 87 ] |

Slopestyle, Halfpipe
| Zawodnicy           | Konkurencja       | Kwalifikacje | Kwalifikacje | Kwalifikacje | Kwalifikacje | Finał   | Finał   | Finał   | Finał     | Finał   | Źródło        |
| Zawodnicy           | Konkurencja       | Ślizg 1      | Ślizg 2      | Najlepszy    | Miejsce      | Ślizg 1 | Ślizg 2 | Ślizg 3 | Najlepszy | Miejsce | Źródło        |
| ------------------- | ----------------- | ------------ | ------------ | ------------ | ------------ | ------- | ------- | ------- | --------- | ------- | ------------- |
| Anastasija Tatalina | slopestyle kobiet | 63,85        | 72,03        | 72,03        | 5.           | 39,38   | 74,16   | 75,51   | 75,51     | 4.      | [ 88 ] [ 89 ] |
| Ksienija Orłowa     | slopestyle kobiet | 45,31        | 32,20        | 45,31        | 21.          | NQ      | NQ      | NQ      | NQ        | NQ      | [ 88 ] [ 89 ] |
| Aleksandra Głazkowa | halfpipe kobiet   | 67,00        | 69,25        | 69,25        | 14.          | NQ      | NQ      | NQ      | NQ        | NQ      | [ 90 ] [ 91 ] |

Skicross
| Zawodnicy              | Konkurencja       | Rozstawienie | Rozstawienie | 1/8 finału | Ćwierćfinał | Półfinał | Finał   | Finał   | Źródło        |
| Zawodnicy              | Konkurencja       | Czas         | Miejsce      | Pozycja    | Pozycja     | Pozycja  | Pozycja | Miejsce | Źródło        |
| ---------------------- | ----------------- | ------------ | ------------ | ---------- | ----------- | -------- | ------- | ------- | ------------- |
| Igor Omielin           | skicross mężczyzn | 1:12,28      | 2.           | 1.         | 4.          | NQ       | NQ      | 13.     | [ 92 ] [ 93 ] |
| Kiriłł Sysojew         | skicross mężczyzn | 1:13,36      | 20.          | 4.         | NQ          | NQ       | NQ      | 25.     | [ 92 ] [ 93 ] |
| Siergiej Ridzik        | skicross mężczyzn | 1:13,95      | 29.          | 1.         | 1.          | 2.       | 3.      | brąz    | [ 92 ] [ 93 ] |
| Jekatierina Malcewa    | skicross kobiet   | 1:19,45      | 14.          | 3.         | NQ          | NQ       | NQ      | 19.     | [ 94 ] [ 95 ] |
| Natalja Szerina        | skicross kobiet   | 1:19,49      | 15.          | 3.         | NQ          | NQ       | NQ      | 20.     | [ 94 ] [ 95 ] |
| Jelizawieta Ponkratowa | skicross kobiet   | 1:19,56      | 17.          | 3.         | NQ          | NQ       | NQ      | 21.     | [ 94 ] [ 95 ] |
| Anastasija Czircowa    | skicross kobiet   | 1:21,53      | 22.          | 2.         | 4.          | NQ       | NQ      | 16.     | [ 94 ] [ 95 ] |

### Saneczkarstwo
| Zawodnik                              | Konkurencja | Ślizg 1 | Ślizg 1 | Ślizg 2  | Ślizg 2 | Ślizg 3 | Ślizg 3 | Ślizg 4 | Ślizg 4 | Łącznie  | Pozycja | Źródło |
| Zawodnik                              | Konkurencja | Czas    | Pozycja | Czas     | Pozycja | Czas    | Pozycja | Czas    | Pozycja | Łącznie  | Pozycja | Źródło |
| ------------------------------------- | ----------- | ------- | ------- | -------- | ------- | ------- | ------- | ------- | ------- | -------- | ------- | ------ |
| Roman Riepiłow                        | Jedynki     | 57,594  | 8.      | 58,679   | 16.     | 57,714  | 9.      | 57,647  | 8.      | 3:51,634 | 9.      | [ 96 ] |
| Siemion Pawliczenko                   | Jedynki     | 57,786  | 11.     | 58,115   | 10.     | 57,955  | 13.     | 57,793  | 11.     | 3:51,649 | 10.     | [ 96 ] |
| Aleksandr Gorbatcewicz                | Jedynki     | 58,139  | 16.     | 58,339   | 13.     | 58,080  | 14.     | 58,043  | 15.     | 3:52,601 | 14.     | [ 96 ] |
| Aleksandr Dienisjew Władisław Antonow | Dwójki      | 59,040  | 9.      | 58,953   | 6.      | N/A     | N/A     | N/A     | N/A     | 1:57,918 | 8.      | [ 97 ] |
| Andriej Bogdanow Jurij Prochorow      | Dwójki      | 59,376  | 11.     | 59,132   | 11.     | N/A     | N/A     | N/A     | N/A     | 1:58,508 | 11.     | [ 97 ] |
| Tatjana Iwanowa                       | Jedynki     | 58,733  | 5.      | 58,683   | 4.      | 58,461  | 3.      | 58,630  | 5.      | 3:54,507 | brąz    | [ 98 ] |
| Wiktoria Demczenko                    | Jedynki     | 58,869  | 7.      | 1:03,466 | 33.     | 58,838  | 9.      | NQ      | NQ      | 3:01,173 | 28.     | [ 98 ] |
| Jekaterina Katnikowa                  | Jedynki     | DNF     | DNF     | DNF      | DNF     | DNF     | DNF     | DNF     | DNF     | DNF      | DNF     | [ 98 ] |

| Zawodnicy                                                              | Konkurencja | Czas przejazdu             | Łącznie  | Pozycja | Źródło |
| ---------------------------------------------------------------------- | ----------- | -------------------------- | -------- | ------- | ------ |
| Tatjana Iwanowa Roman Riepiłow Aleksandr Dienisjew / Władisław Antonow | sztafeta    | 1:00,147 1:01,757 1:02,763 | 3:04,667 | 4.      | [ 99 ] |

### Short track
| Zawodnik                                                                            | Konkurencja             | Kwalifikacje | Kwalifikacje | Ćwierćfinał | Ćwierćfinał | Półfinał | Półfinał | Finał    | Finał   | Źródło                          |
| Zawodnik                                                                            | Konkurencja             | Czas         | Miejsce      | Czas        | Miejsce     | Czas     | Miejsce  | Czas     | Miejsce | Źródło                          |
| ----------------------------------------------------------------------------------- | ----------------------- | ------------ | ------------ | ----------- | ----------- | -------- | -------- | -------- | ------- | ------------------------------- |
| Pawieł Sitnikow                                                                     | Bieg na 500 metrów (m)  | 40,591       | 2.           | 40,643      | 2.          | 40,848   | 3.       | 41,217   | 7.      | [ 100 ] [ 101 ] [ 102 ] [ 103 ] |
| Konstantin Iwlijew                                                                  | Bieg na 500 metrów (m)  | 40,272       | 1.           | 40,351      | 1.          | 40,655   | 1.       | 40,431   | srebro  | [ 100 ] [ 101 ] [ 102 ] [ 103 ] |
| Siemion Jelistratow                                                                 | Bieg na 1000 metrów (m) | 1:24,077     | 3.           | NQ          | NQ          | NQ       | NQ       | NQ       | 21.     | [ 104 ] [ 105 ]                 |
| Dienis Ajrapietian                                                                  | Bieg na 1000 metrów (m) | DSQ          | DSQ          | NQ          | NQ          | NQ       | NQ       | NQ       | NQ      | [ 104 ] [ 105 ]                 |
| Dienis Ajrapietian                                                                  | Bieg na 1500 metrów (m) | 2:09,776     | 3.           |             |             | 2:10,773 | 3.       | 2:18,076 | 12.     | [ 106 ] [ 107 ] [ 108 ]         |
| Siemion Jelistratow                                                                 | Bieg na 1500 metrów (m) | 2:15,094     | 2.           |             |             | 2:13,229 | 2.       | 2:09,267 | brąz    | [ 106 ] [ 107 ] [ 108 ]         |
| Daniił Eibog                                                                        | Bieg na 1500 metrów (m) | 2:16,975     | 4.           |             |             | NQ       | NQ       | NQ       | 24.     | [ 106 ] [ 107 ] [ 108 ]         |
| Siemion Jelistratow Konstantin Iwlijew Pawieł Sitnikow Dienis Ajrapietian           | Sztafeta mężczyzn       |              |              |             |             | 6:37,925 | 1.       | 6:43,440 | 4.      | [ 109 ] [ 110 ]                 |
| Sofija Proswirnowa                                                                  | Bieg na 500 metrów (k)  | 43,331       | 2.           | DSQ         | DSQ         | NQ       | NQ       | NQ       | 18.     | [ 111 ] [ 112 ] [ 113 ] [ 114 ] |
| Jekatierina Jefriemienkowa                                                          | Bieg na 500 metrów (k)  | 43,140       | 4.           | NQ          | NQ          | NQ       | NQ       | NQ       | 25.     | [ 111 ] [ 112 ] [ 113 ] [ 114 ] |
| Jelena Sieriogina                                                                   | Bieg na 500 metrów (k)  | 43,605       | 2.           | 43,712      | 2.          | 42,685   | 3.       | 42,972   | 6.      | [ 111 ] [ 112 ] [ 113 ] [ 114 ] |
| Anna Wostrikowa                                                                     | Bieg na 1000 metrów (k) | 1:28,290     | 3.           | 1:30,021    | 4.          | NQ       | NQ       | NQ       | 16.     | [ 115 ] [ 116 ] [ 117 ] [ 118 ] |
| Sofja Proswirnowa                                                                   | Bieg na 1000 metrów (k) | DSQ          | DSQ          | DSQ         | DSQ         | DSQ      | DSQ      |          |         | [ 115 ] [ 116 ] [ 117 ] [ 118 ] |
| Jekatierina Jefriemienkowa                                                          | Bieg na 1000 metrów (k) | 1:29,734     | 2.           | 1:29,434    | 3.          | NQ       | NQ       | NQ       | 12.     | [ 115 ] [ 116 ] [ 117 ] [ 118 ] |
| Anna Wostrikowa                                                                     | Bieg na 1500 metrów (k) | 2:21,113     | 2.           |             |             | 2:20,705 | 7.       | NQ       | 19.     | [ 119 ] [ 120 ] [ 121 ]         |
| Sofja Proswirnowa                                                                   | Bieg na 1500 metrów (k) | 2:19,432     | 3.           |             |             | 2:22,546 | 5.       | NQ       | 15.     | [ 119 ] [ 120 ] [ 121 ]         |
| Jekatierina Jefriemienkowa                                                          | Bieg na 1500 metrów (k) |              | 6.           |             |             | NQ       | NQ       | NQ       | 33.     | [ 119 ] [ 120 ] [ 121 ]         |
| Sofja Proswirnowa Jekatierina Jefriemienkowa Jelena Sieriogina Anna Wostrikowa      | Sztafeta kobiet         |              |              |             |             | 4:06,064 | 3.       | DSQ      | DSQ     | [ 122 ] [ 123 ]                 |
| Sofja Proswirnowa Jekatierina Jefriemienkowa Siemion Jelistratow Konstantin Iwlijew | Sztafeta mieszana       |              |              | 2:38,445    | 2.          | DSQ      | DSQ      | DSQ      | 7.      | [ 124 ] [ 125 ] [ 126 ]         |

### Skeleton
| Zawodnik             | Konkurencja | Ślizg 1 | Ślizg 1 | Ślizg 2 | Ślizg 2 | Ślizg 3 | Ślizg 3 | Ślizg 4 | Ślizg 4 | Łącznie | Pozycja | Źródło  |
| Zawodnik             | Konkurencja | Czas    | Pozycja | Czas    | Pozycja | Czas    | Pozycja | Czas    | Pozycja | Łącznie | Pozycja | Źródło  |
| -------------------- | ----------- | ------- | ------- | ------- | ------- | ------- | ------- | ------- | ------- | ------- | ------- | ------- |
| Aleksandr Trietjakow | mężczyźni   | 1:00,36 | 2.      | 1:00,84 | 8.      | 1:00,37 | 3.      | 1:00,42 | 4.      | 4:01,99 | 4.      | [ 127 ] |
| Jewgienij Rukosujew  | mężczyźni   | 1:00,48 | 4.      | 1:00,72 | 6.      | 1:00,56 | 7.      | 1:00,64 | 8.      | 4:02,40 | 6.      | [ 127 ] |
| Danił Romanow        | mężczyźni   | 1:02,47 | 24.     | 1:02,60 | 23.     | 1:02,20 | 23.     | NQ      | NQ      | 3:07,27 | 23.     | [ 127 ] |
| Julija Kanakina      | kobiety     | 1:02,56 | 11.     | 1:02,95 | 13.     | 1:02,24 | 9.      | 1:02,34 | 10.     | 4:10,09 | 11.     | [ 128 ] |
| Alina Tararyczenkowa | kobiety     | 1:02,74 | 16.     | 1:02,86 | 11.     | 1:02,43 | 13.     | 1:02,79 | 17.     | 4:10,82 | 15.     | [ 128 ] |
| Jelena Nikitina      | kobiety     | 1:02,92 | 18.     | 1:03,07 | 17.     | 1:02,51 | 15.     | 1:02,37 | 12.     | 4:10,87 | 16.     | [ 128 ] |

### Skoki narciarskie
Mężczyźni
| Konkurencja                                                     | Skoczek                   | Kwalifikacje | Kwalifikacje | Kwalifikacje | Skok 1                  | Skok 1                 | Skok 2                  | Skok 2                 | Nota  | Pozycja | Źródło          |
| Konkurencja                                                     | Skoczek                   | Odległość    | Nota         | Miejsce      | Odległość               | Nota                   | Odległość               | Nota                   | Nota  | Pozycja | Źródło          |
| --------------------------------------------------------------- | ------------------------- | ------------ | ------------ | ------------ | ----------------------- | ---------------------- | ----------------------- | ---------------------- | ----- | ------- | --------------- |
| Jewgienij Klimow                                                | Skocznia normalna         | 95,5         | 99,5         | 14.          | 104,0                   | 135,0                  | 100,0                   | 126,5                  | 261,5 | 5.      | [ 129 ] [ 130 ] |
| Danił Sadriejew                                                 | Skocznia normalna         | 92,5         | 97,0         | 18.          | 107,5                   | 134,1                  | 98,0                    | 125,3                  | 259,4 | 8.      | [ 129 ] [ 130 ] |
| Michaił Nazarow                                                 | Skocznia normalna         | 86,5         | 81,4         | 31.          | 97,0                    | 118,1                  | NQ                      | NQ                     | 118,1 | 32.     | [ 129 ] [ 130 ] |
| Roman Trofimow                                                  | Skocznia normalna         | 86,0         | 80,0         | 33.          | 97,5                    | 120,8                  | 98,0                    | 123,9                  | 244,7 | 23.     | [ 129 ] [ 130 ] |
| Danił Sadriejew                                                 | Skocznia duża             | 136,5        | 127,3        | 5.           | 134,0                   | 130,2                  | 133,5                   | 129,5                  | 259,7 | 16.     | [ 131 ] [ 132 ] |
| Jewgienij Klimow                                                | Skocznia duża             | 130,0        | 119,5        | 13.          | 134,0                   | 126,8                  | 131,0                   | 128,7                  | 255,5 | 18.     | [ 131 ] [ 132 ] |
| Roman Trofimow                                                  | Skocznia duża             | 123,5        | 116,0        | 16.          | 133,0                   | 128,8                  | 130,5                   | 125,1                  | 253,9 | 23.     | [ 131 ] [ 132 ] |
| Michaił Nazarow                                                 | Skocznia duża             | 124,5        | 112,6        | 22.          | 127,5                   | 118,4                  | NQ                      | NQ                     | 118,4 | 34.     | [ 131 ] [ 132 ] |
| Irina Awwakumowa                                                | skocznia normalna kobiety | N/A          | N/A          | N/A          | 95,0                    | 99,6                   | 89,5                    | 96,7                   | 196,3 | 7.      | [ 133 ]         |
| Irma Machinia                                                   | skocznia normalna kobiety | N/A          | N/A          | N/A          | 90,0                    | 85,4                   | 90,0                    | 95,5                   | 180,9 | 10.     | [ 133 ]         |
| Aleksandra Kustowa                                              | skocznia normalna kobiety | N/A          | N/A          | N/A          | 88,0                    | 81,4                   | 85,0                    | 90,0                   | 171,4 | 17.     | [ 133 ]         |
| Sofja Tichonowa                                                 | skocznia normalna kobiety | N/A          | N/A          | N/A          | 78,5                    | 70,3                   | 83,0                    | 76,5                   | 146,8 | 26.     | [ 133 ]         |
| Danił Sadriejew Roman Trofimow Michaił Nazarow Jewgienij Klimow | Konkurs drużynowy         | N/A          | N/A          | N/A          | 128,5 127,0 120,0 118,0 | 115,4 103,1 92,8 99,3  | 119,0 119,5 117,0 121,0 | 100,4 99,7 89,3 106,5  | 806,5 | 7.      | [ 134 ]         |
| Irma Machinia Danił Sadriejew Irina Awwakumowa Jewgienij Klimow | Konkurs drużyn mieszanych | N/A          | N/A          | N/A          | 86,0 99,5 92,0 100,5    | 92,4 124,1 105,8 126,5 | 81,5 100,5 91,5 103,0   | 81,4 125,8 103,7 130,6 | 890,3 | srebro  | [ 135 ]         |

### Snowboarding
Big Air
| Zawodnik           | Konkurencja | Kwalifikacje | Kwalifikacje | Kwalifikacje | Kwalifikacje | Finał   | Finał      | Finał      | Finał      | Finał | Pozycja | Źródło          |
| Zawodnik           | Konkurencja | Przejazd 1   | Przejazd 2   | Przejazd 3   | Wynik        | Miejsce | Przejazd 1 | Przejazd 2 | Przejazd 3 | Wynik | Pozycja | Źródło          |
| ------------------ | ----------- | ------------ | ------------ | ------------ | ------------ | ------- | ---------- | ---------- | ---------- | ----- | ------- | --------------- |
| Władisław Chadarin | mężczyźni   | 67,00        | 37,25        | 30,00        | 104,25       | 19.     | NQ         | NQ         | NQ         | NQ    | 19.     | [ 136 ] [ 137 ] |
| Jekatierina Kosowa | kobiety     | 17,00        | 46,00        | 10,50        | 63,00        | 26.     | NQ         | NQ         | NQ         | NQ    | 26.     | [ 138 ] [ 139 ] |

Slopestyle, Halfpipe
| Zawodnik           | Konkurencja         | Kwalifikacje | Kwalifikacje | Kwalifikacje | Kwalifikacje | Finał   | Finał   | Finał   | Finał | Finał   | Źródło          |
| Zawodnik           | Konkurencja         | Zjazd 1      | Zjazd 2      | Wynik        | Miejsce      | Zjazd 1 | Zjazd 2 | Zjazd 3 | wynik | Pozycja | Źródło          |
| ------------------ | ------------------- | ------------ | ------------ | ------------ | ------------ | ------- | ------- | ------- | ----- | ------- | --------------- |
| Władisław Chadarin | slopestyle mężczyzn | 64,73        | 21,15        | 64,73        | 15.          | NQ      | NQ      | NQ      | NQ    | 15.     | [ 140 ] [ 141 ] |

'Cross
| Konkurencja                   | Zawodnik               | Rozstawienie | Rozstawienie | 1/8 finału | Ćwierćfinał | Półfinał | Finał   | Finał   | Źródło                          |
| Konkurencja                   | Zawodnik               | Czas         | Miejsce      | Pozycja    | Pozycja     | Pozycja  | Pozycja | Miejsce | Źródło                          |
| ----------------------------- | ---------------------- | ------------ | ------------ | ---------- | ----------- | -------- | ------- | ------- | ------------------------------- |
| Daniił Donskiksz              | cross (m)              | 1:19,36      | 25.          | 3.         | NQ          | NQ       | NQ      | 17.     | [ 142 ] [ 143 ] [ 144 ]         |
| Kristina Paul                 | cross (k)              | 1:24,76      | 10.          | 3.         | NQ          | NQ       | NQ      | 17.     | [ 145 ] [ 146 ] [ 147 ] [ 148 ] |
| Aleksandra Parszina           | cross (k)              | 1:24,76      | 19.          | 2.         | 4.          | NQ       | NQ      | 13.     | [ 145 ] [ 146 ] [ 147 ] [ 148 ] |
| Marija Wasilcowa              | cross (k)              | 1:25,90      | 25.          | 4.         | NQ          | NQ       | NQ      | 17.     | [ 145 ] [ 146 ] [ 147 ] [ 148 ] |
| Jekatierina Łoktiewa-Zagorska | cross (k)              | 1:26,22      | 27.          | 4.         | NQ          | NQ       | NQ      | 25.     | [ 145 ] [ 146 ] [ 147 ] [ 148 ] |
| Daniil Donskikh Kristina Paul | cross drużyny mieszane | —            | —            | —          | 1.          | 4.       | 4.      | 8.      | [ 149 ]                         |

Slalom równoległy
| Zawodnik            | Konkurencja           | Rozstawienie | Rozstawienie | 1/8 finału       | Ćwierćfinał     | Półfinał          | Finał           | Finał   | Źródło                  |
| Zawodnik            | Konkurencja           | Czas         | Miejsce      | Przeciwnik Czas  | Przeciwnik Czas | Przeciwnik Czas   | Przeciwnik Czas | Miejsce | Źródło                  |
| ------------------- | --------------------- | ------------ | ------------ | ---------------- | --------------- | ----------------- | --------------- | ------- | ----------------------- |
| Dmitrij Łoginow     | slalom równoległy (m) | 1:21,69      | 8.           | Wild P (DNF)     | NQ              | NQ                | NQ              | 10.     | [ 150 ] [ 151 ] [ 152 ] |
| Vic Wild            | slalom równoległy (m) | 1:22,06      | 9.           | Łoginowa W       | Lee Sang-ho W   | Mastnak P (+0,48) | Fischnaller W   | brąz    | [ 150 ] [ 151 ] [ 152 ] |
| Andriej Sobolew     | slalom równoległy (m) | 1:22,87      | 19.          | NQ               | NQ              | NQ                | NQ              | 19.     | [ 150 ] [ 151 ] [ 152 ] |
| Dmitrij Karłagaczow | slalom równoległy (m) | DNS          | DNS          | DNS              | DNS             | DNS               | DNS             | DNS     | [ 150 ] [ 151 ] [ 152 ] |
| Sofija Nadyrszyna   | slalom równoległy (k) | 1:27,22      | 4.           | Dekker P (+0,03) | NQ              | NQ                | NQ              | 10.     | [ 153 ] [ 154 ] [ 155 ] |
| Polina Smolencowa   | slalom równoległy (k) | 1:28,16      | 9.           | Król P (+0,16)   | NQ              | NQ                | NQ              | 11.     | [ 153 ] [ 154 ] [ 155 ] |
| Natalja Sobolewa    | slalom równoległy (k) | 1:29,94      | 20.          | NQ               | NQ              | NQ                | NQ              | 20.     | [ 153 ] [ 154 ] [ 155 ] |
| Milena Bykowa       | slalom równoległy (k) | DSQ          | DSQ          | DSQ              | DSQ             | DSQ               | DSQ             | DSQ     | [ 153 ] [ 154 ] [ 155 ] |